# Inženirska brigada 1. armade (NOVJ)
Inženirska brigada 1. armade (srbohrvaško Inžinjerijska brigada 1. armije) je bila brigada v sestavi Narodnoosvobodilne vojske in partizanskih odredov Jugoslavije in ki je delovala med drugo svetovno vojno na področju Kraljevine Jugoslavije.

## Organizacija
- štab
- 3x bataljon